# Murdannia semiteres
Murdannia semiteres là một loài thực vật có hoa trong họ Commelinaceae. Loài này được (Dalzell) Santapau mô tả khoa học đầu tiên năm 1951.